# Alpioniscus caprae
Alpioniscus caprae is een pissebed uit de familie Trichoniscidae. De wetenschappelijke naam van de soort is voor het eerst geldig gepubliceerd in 1924 door Colosi.